# 外交部外交及國際事務學院
- 關於中華人民共和國外交部成立的同類型機構，請見「中國外交培訓學院」。
- 關於中華人民共和國外交部直屬、位於北京市的高等學校，請見「外交學院」。

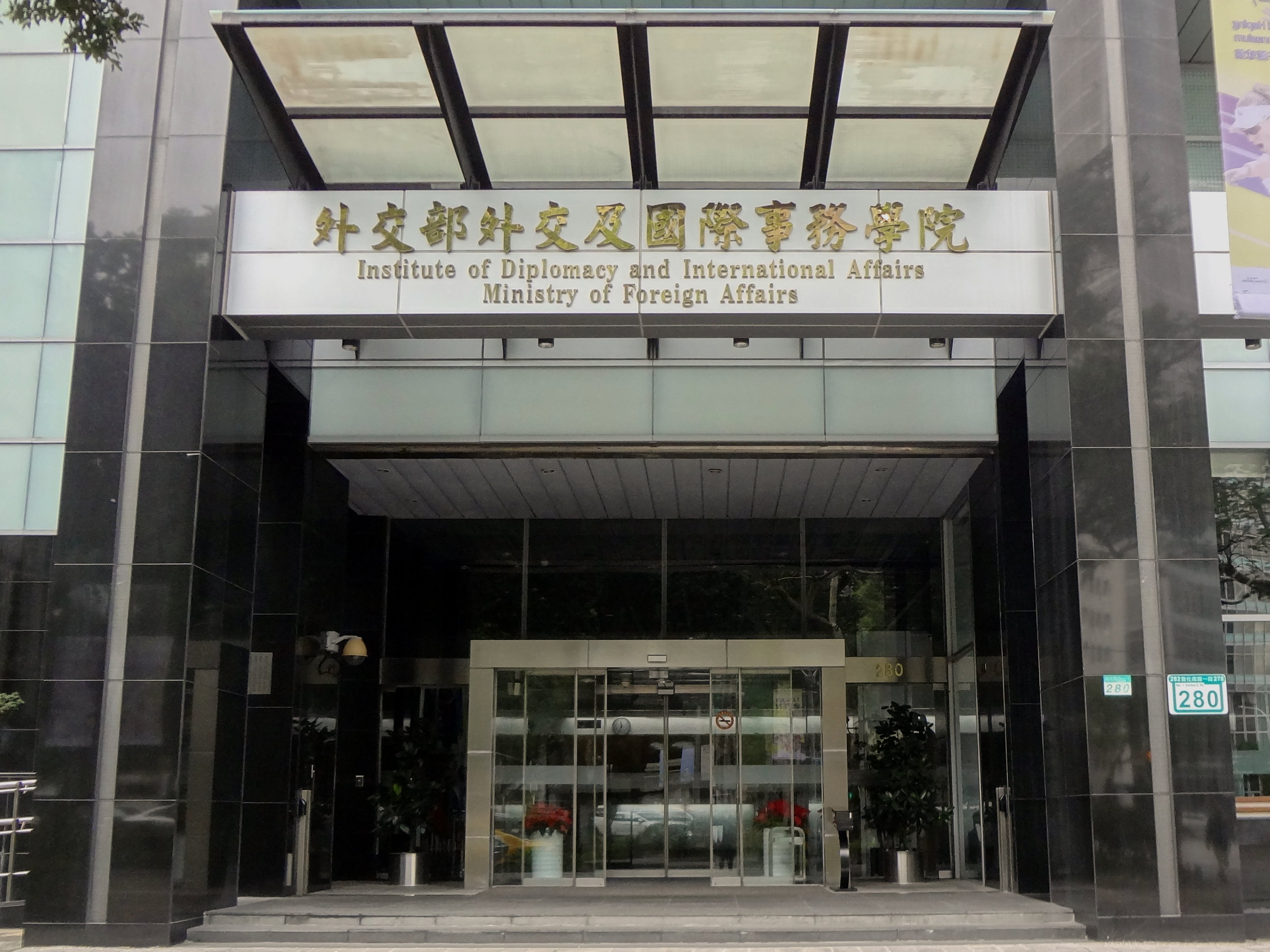
外交部外交及國際事務學院大門

外交部外交及國際事務學院，簡稱外交學院，是中華民國外交部所屬機構，負責新進外交人員職前訓練、外交部及其他政府機關駐外人員的在職訓練以及與外國外交學院和智庫之國際學術交流與政策研究。該學院院長職務目前由外交部政務次長吳志中兼任。
截至2023年，外交領事人員專業講習班已歷56期，課程項目包括專業職能、政策撰述、外國語文與實習訓練等。

## 沿革[1]
- 1969年1月，外交部成立「外交部外交領事人員訓練所」，借用國立清華大學月涵堂辦公，負責培育與訓練中華民國外交領事人員。首任所長吳南如。
- 1971年4月30日，立法院制定《外交部外交領事人員講習所組織條例》。
- 1971年5月，外交領事人員訓練所更名為「外交部外交領事人員講習所」，並由國立清華大學月涵堂遷回外交部大樓。
- 1977年7月，外交領事人員講習所遷至臺北市仁愛路四段原菲律宾駐中華民國大使館。
- 2001年10月，外交領事人員講習所原地改建新大樓，暫遷至台北市大安區辛亥路二段185號（中央百世大樓）。*2003年12月，新大樓正式完工，境向聯合建築師事務所設計及監造，中華工程承造。
- 2004年3月，外交部奉行政院核准設置「外交學院籌備小組」，《外交部外交學院組織條例草案》經行政院送請立法院審議。2004年6月9日，新大樓落成啟用，同時懸掛「外交領事人員講習所」與「外交學院籌備小組」銜牌。
- 2011年10月28日，立法院正式三讀通過《外交部外交及國際事務學院組織法》。
- 2012年9月1日，配合行政院功能業務與組織調整，「外交部外交及國際事務學院」正式掛牌成立。

## 組織架構
- 院長：由外交部政務次長或常務次長兼任。
- 副院長
- 主任秘書
- 研究交流組
- 培訓規劃組
- 秘書室
- 會計員

## 歷任主管

### 副院長
- 徐勉生（2013-2015）
- 梁英斌（2015-2016）
- 洪慧珠（2016-2018）
- 高安（2018-2023）
- 李新穎（2023-2024）
- 陳文儀（2024-迄今）

### 主任秘書
- 葉非比（2012-2013）
- 沈正宗（2013-2014）
- 吳尚年（2014-2016）
- 賀忠義（2016-2018）
- 王翼龍（2018-2019）
- 蕭伊芳（2019-2020）
- 劉立欣（2020-2021）
- 丁志華（2022-2023）
- 蘇岳璽（2023-）

## 外部連結
- 外交部外交及國際事務學院 （页面存档备份，存于）（繁體中文）（英文）